# La Passió del regne de Mallorques
La Passió del regne de Mallorques (1276-1349) és un text en català sobre el drama de la Passió del qual es conserven tres fragments significatius; dos procedeixen de Mallorca i el tercer, del Rosselló. Els temes que tracten són la conversió de Maria Magdalena, la llegenda de Judes Iscariot i el parlament que fa Herodes quan Pilat li lliura Jesús.
Es tracta d'un escrit concebut per a la seva posada en escena, que estableix la participació de diversos intèrprets i una escenografia pròpiament teatral.